# Sepia aculeata
Sepia aculeata är en bläckfiskart som beskrevs av Van Hasselt och D'Orbigny 1835 in Férussac. Sepia aculeata ingår i släktet Sepia och familjen Sepiidae. IUCN kategoriserar arten globalt som otillräckligt studerad. Inga underarter finns listade i Catalogue of Life.